# Ромелт
Роме́лт (Romelt) — одностадийный процесс выплавки чугуна без использования кокса и предварительной подготовки железосодержащей шихты.

## История
Процесс «Romelt» был разработан в 1979 году сотрудниками Московского института стали и сплавов (В. А. Роменец и другие) и реализован в 1985 году в виде крупномасштабной опытно-промышленной установки на Новолипецком металлургическом комбинате.
В 1997 году при участии фирмы Samsung Heavy Industries была сооружена пилотная установка в городе Таеджон (Республика Корея) для отработки технологии переработки в печи Ромелт твердых бытовых отходов.
В 2008 г. на заводе фирмы «AB Metals» (г. Балхаш, Казахстан) пущена в эксплуатацию маломасштабная (мощностью 32 тыс. т. чугуна в год) установка Ромелт. На этой установке помимо производства товарного чугуна успешно осваивается технология плавки на штейн местной медной сульфидной руды.
В мьянманском штате Шан в городе Таунджи (месторождение Панг-Пет) с помощью компании Тяжпромэкспорт должен был быть построен чугунолитейный завод, использующий технологию Ромелт для переработки бедного сырья, однако по состоянию на 2021 год работы по постройке так и не начались.
Центр Ромелт проводит консультации для использования руд Зигазино-Комаровского месторождения (Белсталь), Бескемпирского месторождения (Техногран-Актобе), Эль-Бахарийского месторождения (Хелуанский комбинат). Выданы лицензии для использования процесса Ромелт в США, Японии, Индии.

## Описание процесса
Процесс ведётся непрерывно в агрегате подового типа. В качестве восстановителя и энергоносителя используется энергетический уголь.
Суть процесса состоит в восстановлении оксидов железа шлака углеродом угля, который находится в шлаковой ванне. Ванна через боковые фурмы барботируется воздухом, обогащенным в отдельных случаях кислородом до 80 %, с интенсивностью 11000—12000 м3/ч при давлении 0,4—0,8 МПа. Отходящие из шлаковой ванны газы, которые образуются в результате коксования угля, восстановления оксидов железа и частичного окисления углерода коксового остатка состоят, в основном из СО и Н2. Они дожигаются над ванной до СО2 и Н2О техническим кислородом, подаваемым через верхний ряд фурм. По заявлениям разработчиков степень дожигания газов в печи может изменяться в широких пределах, достигая 93 %. За счет дожигания СО обеспечивается дополнительный приход теплоты в шлаковую ванну, необходимой для одностадийного протекания процесса восстановления.
Стойкость агрегата в реакционной зоне (барботируемой шлаковой ванне) и в надшлаковом пространстве (зоне дожигания газа) обеспечивается заменой огнеупорной футеровки водоохлаждаемыми кессонами, на поверхности которых образуется шлаковый гарнисаж.
На установке (НЛМК) освоен режим работы со степенью дожигания 40—50 %.
Непрерывность протекания процесса обеспечивается постоянной загрузкой в агрегат шихты и непрерывным безнапорным выпуском из него металла и шлака.
Шихту, состоящую из железосодержащего оксидного материала, угля и флюса (известняка, извести), подают в печь на поверхность шлаковой ванны из бункеров через весовые дозаторы системой конвейеров без предварительного смешивания. В шлаковой ванне при температуре 1500—1600 °C железосодержащие материалы плавятся, содержащиеся в них оксиды переходят в шлак. Железо из шлака восстанавливается и науглероживается углеродом энергетического угля. При этом, образуются капли чугуна, которые через зону спокойного шлака осаждаются на подину печи, образуя металлическую ванну с температурой 1300—1450 °C и выше.
Удаление из печи металла и шлака проводится безнапорным способом через раздельные сифонные устройства с отстойниками. Это обеспечивает поддержание в печи необходимого постоянного уровня металла и шлака.
Газы удаляются из рабочего пространства с температурой 1500—1800 °C в зависимости от степени их дожигания. Печь «Romelt» работает в комплексе с котлом-утилизатором. Энергия отходящих газов расходуется на выработку пара и/или электроэнергии. Даже при высоких степенях дожигания газов в печи эта энергия с избытком перекрывает собственные потребности в электроэнергии (в том числе для производства кислорода).
Агрегат «Romelt» Новолипецкого металлургического комбината имел площадь пода 20 м2, объём — 140 м3, стационарная масса металла в печи — около 40 т, шлака ~80т, производительность по чугуну — до 18 т/ч. На агрегате было проведено около 30 кампаний с продолжительностью непрерывной круглосуточной работы до 14 суток. В качестве топлива-восстановителя были опробованы различные марки некоксующихся углей, в основном Кузнецкого бассейна, (Т, ОС, Д, Г, ТСШ, АШ), в том числе и с повышенным содержанием летучих до 40 %. В качестве железосодержащего сырья в процессе «Romelt» был опробован весьма широкий спектр материалов с различным содержанием железа 30—65 % (железистые кварциты, шламы конвертерного производства, аглоруда, окалина, замасленная стружка, красные шламы).
Процессом «Romelt» выплавлено более 40 тыс. т металла с содержанием 4—4,8 % С, 0,05—0,15 % Мn, 0,01—0,1 % Si 0,05—0,12 % Р и 0,025—0,06 % S. Содержание монооксида железа в шлаке составляет 2—4 %, основность шлака 0,5—1,1.
Применение процесса Ромелт позволяет создать металлургическую промышленность в странах с бедными рудами и отсутствием кокса.